# Guido II. von Assisi
Guido II. († 30. Juli 1228) war ein Bischof von Assisi.
Guido wurde nach dem Krieg Assisis gegen Perugia 1204 als Nachfolger Guidos I. zum Bischof der umbrischen Stadt ernannt. Im Jahr 1206 saß er dem Prozess als Richter vor, in dem der wohlhabende Tuchhändler Pietro Bernardone seinen Sohn Giovanni Battista (Franz von Assisi) zu einer Rückkehr in den elterlichen Haushalt zwingen wollte. Nachdem sich aber der Sohn in einer bewegenden Geste von seinem Vater losgesagt hatte, gestattete Guido ihm die Rückkehr in die verlassene Kapelle San Damiano. Damit wurde eine entscheidende Weichenstellung zur Gründung der Bettelbruderschaft des Franziskus gelegt, den der Bischof weiterhin förderte. 1209 begleitete er Franziskus auf eine Pilgerreise nach Rom, wo Franziskus für seine Lebensweise dank der Fürsprache Guidos eine mündliche Genehmigung von Papst Innozenz III. erhielt.
Guido bestimmte außerdem die Überführung der Gebeine des heiligen Rufinus von Assisi in die Kathedrale San Rufino, in der sie seither aufbewahrt werden. Der Altar dieser Kathedrale wurde am 16. Juli 1228 von Papst Gregor IX. geweiht, der zu diesem Anlass auch Franziskus kanonisierte. Zugleich aber hatte der Papst das Testament von Franziskus, in welchem er seine Anliegen für seine Mitbrüder festgehalten hatte, für rechtlich unverbindlich erklärt. Zwei Wochen darauf ist Bischof Guido gestorben.
Die gleiche Patronage wie Franziskus ließ Guido auch der Klara von Assisi und ihrer Klarissen-Schwesternschaft zukommen.

## Rezeption
In dem italienisch-britischen Spielfilm Bruder Sonne, Schwester Mond (ital.: Fratello sole, sorella luna, 1972) wurde Bischof Guido von dem britischen Schauspieler John Sharp dargestellt. In der italienischen Produktion Franziskus (Francesco, 1989; mit Mickey Rourke in der Titelrolle) wurde die Rolle des Bischofs von dem deutschen Schauspieler Peter Berling übernommen. Berling machte daraufhin den Bischof in seinem ersten historischen Roman „Franziskus oder Das zweite Memorandum“ (1990) zur Hauptfigur. In dem später folgenden Roman „Die Ketzerin“ (2000) tritt er als Nebenfigur erneut auf.

## Anmerkung
1. ↑  Das Sterbedatum ist im Messbuch der Kirche San Nicola di Assisi vermerkt wurden, welches sich heute im Walters Art Museum in Baltimore befindet. Vgl. Michele Faloci Pulignani, Il messale consultato da s. Francesco quando si converti, in: Miscellanea francescana di storia, di lettere, di arti, Bd. 15 (1914), S. 33–43.

| Personendaten    | Personendaten        |
| ---------------- | -------------------- |
| NAME             | Guido II. von Assisi |
| KURZBESCHREIBUNG | Bischof von Assisi   |
| GEBURTSDATUM     | 12. Jahrhundert      |
| STERBEDATUM      | 30. Juli 1228        |